# Круазе ван дер Коп, Анна Арнольдовна
А́нна Арно́льдовна Круа́зе ван дер Коп (также Круазэ-ван-дер-Коп, нидерл. Anna-Catharina Croiset van der Kop; 3 ноября 1859 года, Гаага — 18 апреля 1914 года, Франкфурт-на-Майне) — голландская учёная-славистка, доктор филологии (с 1907).

## Биография
Анна Арнольдовна Круазе ван дер Коп (нидерл. Anna-Catharina Croiset van der Kop) родилась 3 ноября 1859 года в Гааге (Нидерланды) в обеспеченной многодетной семье торговца и портного. В 1878 году получила диплом учителя, после чего занималась самообразованием, изучая европейские языки; русский язык начала осваивать самостоятельно в начале 1900-х годов. Для углублённого изучения славистики посещала лекции профессора К. К. Уленбека в Лейденском университете, а с 1902 года обучалась у профессора А. Брюкнера в Берлине.
В 1907 году защитила докторскую диссертацию в Берлинском университете под заглавием Altrussische Übersetzungen aus dem Polnischen, посвящённую русско-польским культурным отношениям и значению переводной польской литературы для Руси в XVI—XVII веках. С 1904 года совершала исследовательские поездки в Россию, подолгу работала в архивах Санкт-Петербурга и Москвы, сотрудничала с Императорской Академией наук. В 1909 году по рекомендации Академии наук император Николай II наградил её золотой медалью на ленте ордена Святой Анны «за труды по славянской филологии».
Круазе ван дер Коп занималась изучением русско-голландских связей эпохи Петра I, анализировала заимствования морской терминологии, исследовала древнерусские памятники и публиковала переводы. По поручению Российской академии наук разыскивала в европейских библиотеках славянские рукописи. Активно способствовала культурному диалогу между Нидерландами и Россией: организовывала экскурсии, выступала переводчиком, поддерживала идею создания славянской кафедры в Лейденском университете, однако её кандидатура на пост профессора не была утверждена.
Участвовала в женском движении, помогала в организации Международного конгресса по образованию женщин (1904) и конгресса по нравственному воспитанию (1912, Гаага). Скончалась 18 апреля 1914 года во Франкфурте-на-Майне, где и была похоронена. Согласно завещанию, её рукописи, библиотека и капитал для учреждения премии перешли в распоряжение Императорской Академии наук.